# Alexander Pusch
Alexander Pusch (Tauberbischofsheim, 15 mei 1955) is een (West)-Duits voormalig schermer.

## Carrière
Alexander Pusch was een van de meest succesvolle West-Duitse degen-schermers aan het eind van de jaren 1970 en in de jaren 1980. Hij zou nog meer Olympische medailles gewonnen hebben als de Moskou Spelen in 1980 niet geboycot waren. Hij behaalde het individuele degen-goud in Montréal 1976 en voegde daar een teamzilver aan toe. In 1984 kwam hij terug van Los Angeles met teamgoud en eindigde als zevende in de individuele competitie. Vier jaar later in Seoul won hij opnieuw teamzilver en werd negende in het individuele onderdeel.
Op de wereldkampioenschappen won Pusch individueel goud in 1975 en 1978 en teamgoud in 1985 en 1986, aangevuld met teamzilver in 1974, 1975, 1979, 1983 en 1987. In eigen land won hij nationale titels in 1973, 1975, 1978-80, 1982, 1986, en 1988.
Pusch studeerde daarna coaching aan de Sport Hoge School in Keulen en werd een zeer succesvolle coach bij Tauberbischofsheim, waar hij met name het talent van Anja Fichtel-Mauritz ontdekte. In 1994 werd hij benoemd tot West-Duitse chef-coach degen. Na de Olympische Spelen van Sydney in 2000 nam Pusch ontslag vanwege hevige meningsverschillen met coachingslegende Emil Beck, en werd daarna regionaal hoofdcoach bij Tauberbischofsheim tot 2012. Daarna richtte hij een sport- en evenementenmarketingbedrijf op.
Pusch werd in 2016 opgenomen in de Duitse Sporthal of Fame en werd in 2001 verkozen tot Schermer van de Eeuw. Hij werd ook onderscheiden met de Silver Bay Leaf, de hoogste sportonderscheiding van Duitsland. Hij werd een fervent golfspeler met een handicap van 5,8.

## Resultaten

### Olympische Zomerspelen
| Jaar | Plaats      | Resultaten          |
| ---- | ----------- | ------------------- |
| 1976 | Montreal    | degen degen team    |
| 1984 | Los Angeles | 7e degen degen team |
| 1988 | Seoel       | 9e degen degen team |

### Wereldkampioenschappen schermen
| Jaar | Plaats    | Resultaten         |
| ---- | --------- | ------------------ |
| 1974 | Grenoble  | degen team         |
| 1975 | Boedapest | degen · degen team |
| 1978 | Hamburg   | degen              |
| 1979 | Melbourne | degen team         |
| 1983 | Wenen     | degen team         |
| 1985 | Barcelona | degen team         |
| 1986 | Sofia     | degen team         |
| 1987 | Lausanne  | degen team         |

1900: Ramón Fonst ·
1904: Ramón Fonst ·
1908: Gaston Alibert ·
1912: Paul Anspach ·
1920: Armand Massard ·
1924: Charles Delporte ·
1928: Lucien Gaudin ·
1932: Giancarlo Cornaggia-Medici ·
1936: Franco Riccardi ·
1948: Gino Cantone ·
1952: Edoardo Mangiarotti ·
1956: Carlo Pavesi ·
1960: Giuseppe Delfino ·
1964: Grigori Kriss ·
1968: Győző Kulcsár ·
1972: Csaba Fenyvesi ·
1976: Alexander Pusch ·
1980: Johan Harmenberg ·
1984: Philippe Boisse ·
1988: Arnd Schmitt ·
1992: Éric Srecki ·
1996: Aleksandr Beketov ·
2000: Pavel Kolobkov ·
2004: Marcel Fischer ·
2008: Matteo Tagliariol · 
2012: Rubén Limardo · 
2016: Park Sang-young · 
2020: Romain Cannone · 
2024: Koki Kano
1908: Alibert, Berger, Collignon, Gravier, Lippmann, Olivier, Stern ·
1912: H. Anspach, P. Anspach, Hennet, Ochs, Salmon, Willems ·
1920: Allocchio, Bozza, Canova, Costantino, Marrazzi, A. Nadi, N. Nadi, Olivier, Thaon di Revel, Urbani ·
1924:  Buchard, Ducret, Gaudin, Labatut, Liottel, Lippmann, Tainturier ·
1928:  Agostoni, Basletta, M. Bertinetti, Cornaggia-Medici, Minoli, Riccardi ·
1932: Buchard, Cattiau, Jourdant, Piot, Schmetz, Tainturier ·
1936: Brusati, Cornaggia-Medici, E. Mangiarotti, Pezzana, Ragno, Riccardi ·
1948: Artigas, Desprets, Guérin, Huet, Lepage, Pécheux ·
1952: Battaglia, F. Bertinetti, Delfino, D. Mangiarotti, E. Mangiarotti, Pavesi ·
1956: Anglesio, F. Bertinetti, Delfino, E. Mangiarotti, Pavesi, Pellegrino ·
1960: Delfino, E. Mangiarotti, Marini, Pavesi, Pellegrino, Saccaro ·
1964: Bárány, Gábor, Kausz, Kulcsár, Nemere ·
1968: Fenyvesi, Kulcsár, Nagy, Nemere, P. Schmitt ·
1972: Erdős, Fenyvesi, Kulcsár, Osztrics, P. Schmitt ·
1976: Edling, Von Essen, Flodström, Högström, Jacobson ·
1980: Boisse, Gardas, Picot, Riboud, Salesse ·
1984: Borrmann, Fischer, Heer, Nickel, Pusch ·
1988: Delpla, Henry, Lenglet, Riboud, Srecki ·
1992: Borrmann, Felisiak, Proske, Resnitstsjenko, A. Schmitt ·
1996: Cuomo, Mazzoni, Randazzo ·
2000: Mazzoni, Milanoli, Randazzo, Rota ·
2004: Boisse, F. Jeannet, J. Jeannet, Obry ·
2008: F. Jeannet, J. Jeannet, Robeiri ·
2016: Borel, Grumier, Jérent, Lucenay ·
2020: Kano, Minobe, Yamada, Uyama ·
2024: Koch, Andrásfi, Siklósi, Nagy